# Coreia do Sul nos Jogos Paralímpicos de Verão de 1976
Coreia do Sul participou dos Jogos Paralímpicos de Verão de 1976, que foram realizados na cidade de Toronto, no Canadá, entre os dias 3 e 11 de agosto de 1976.
Obteve 4 medalhas, das quais 1 de ouro.